# Neumania kodiakica
Neumania kodiakica är en kvalsterart som beskrevs av Marshall 1924. Neumania kodiakica ingår i släktet Neumania och familjen Unionicolidae. Inga underarter finns listade i Catalogue of Life.